# いちごホテルリート投資法人
いちごホテルリート投資法人（英語: Ichigo Hotel REIT Investment Corporation）は東京都千代田区にある投資法人である。東証上場（J-REIT）。

## 概要
いちごグループの既存不動産に新しい価値を創造する「心築」を軸としたビジネスモデルを活用してホテル用不動産等に投資を行う、ホテル特化型J-REIT（不動産投資信託）。2015年11月に新規上場し、資産規模204億円、物件数9物件でスタート。
商号に冠する「いちご」は、千利休が説いた茶人の心構えである「一期一会」に由来し、「人との出会いを大切に」という精神を理念としている。

## 資産運用会社
いちご不動産投資顧問株式会社（いちごオフィスリート、いちごホテルリート等のJ-REITや私募不動産ファンドの資産運用会社を始めとし、広く不動産運用に関連した事業会社を有す、総合不動産運用グループであるいちごグループホールディングスの100%子会社）

## 沿革
- 2015年（平成27年）
  - 7月 - 設立企画人（いちご不動産投資顧問株式会社）による投信法第69条第1項に基づく本投資法人の設立に係る届出。
  - 10月 - 東京証券取引所不動産投資信託証券市場への上場承認。
  - 11月 - 東京証券取引所不動産投資信託証券市場への上場（証券コード：3463）。

## ポートフォリオ
保有物件数29物件、総客室数4,570室、取得価格合計683.6億円（2024年7月31日時点）
いちごグループのホテルオペレーターであるワンファイブホテルズの運営ホテルの他、コンフォートホテル、スマイルホテル、ホテルリブマックスなどが運営するホテルを保有している。